# Hitman: Contracts
Hitman: Contracts é um jogo eletrônico de furtividade desenvolvido pela IO Interactive e publicado pela Eidos Interactive. Foi lançado em 20 de abril de 2004 e é o terceiro jogo da franquia Hitman. O jogo está disponível nas plataformas Playstation 2, Microsoft Windows, Xbox.

## Jogabilidade
Em Hitman: Contracts, a jogabilidade ocorre em uma perspectiva em terceira pessoa, enquanto os jogadores controlam o Agente 47 que após ter sido baleado retorna ao seu quarto em um hotel em Paris e começa a ter flashbacks de suas antigas missões; os jogadores controlam 47 e terão que assassinar vários alvos em todas essas missões revividas. Uma grande variedade de armas podem ser usadas, desde facas de cozinha, rifles de assalto, revólveres até metralhadoras. A furtividade é incentivada pelo jogo, mas os jogadores podem adotar uma abordagem mais violenta rumo aos objetivos das missões, e a medida que progridem, eles podem coletar os vários armamentos encontrados em cada missão, permitindo que sejam usados em outras futuras. Além das maneiras mais comuns de matar os alvos, como estrangulamentos e através de tiros de armas de fogo, várias missões permitem ao jogador maneiras mais sutis de eliminá-los, como o uso de um veneno ou a organização de "acidentes", como aumentar a temperatura de uma sauna quando o alvo estiver dentro.
O jogo classifica o desempenho dos jogadores com base em vários fatores; entre os principais, estão o número de tiros disparados, NPCs mortos (e se eram os alvos ou inocentes) e o número de vezes que os guardas são alertados. O ranking mais baixo é "Mass Murderer", concedido a jogadores que matam um grande número de NPCs na busca de seu alvo e não usam furtividade. A classificação mais alta é "Silent Assassin", que é conquistada quando o jogador cumpre sua missão sem ser detectado e geralmente sem matar ninguém além do(s) alvo(s) proposto(s).
Hitman: Contracts assim como os seus antecessores, continua com os botões sensíveis ao contexto, o que significa que um só botão do controlador é usado para fazer diferentes ações sobre uma mesma coisa. Por exemplo, quando o jogador está perto de uma porta, aparece um retângulo do lado esquerdo da tela que permite que ele execute diferentes ações relacionados a tal porta, clicando com um só botão nesse retâgulo, ele pode escolher entre espionar pela fechadura ou abri-la, ou até mesmo desistir de interagir com a porta e não fazer nada. Quando o jogador está perto de um NPC inconsciente ou morto, o mesmo retâgulo aparecerá e permitirá que o jogador adquira a roupa do NPC ou segure seu corpo para arrastá-lo.
Junto com o botão sensível ao contexto, o "medidor de suspeita" também retorna; este medidor informa aos jogadores o quão perto eles estão de serem desmascarados. Ações como correr excessivamente em ambientes fechados, portar armas abertamente e residir em áreas restritas podem levantar suspeitas dos NPCs. A proximidade também costuma aumentar o medidor. Se o "medidor de suspeita" for preenchido, os guardas abrirão fogo no jogador. Se os guardas acharem um corpo caído, ou se uma pessoa inconsciente acordar e alertá-los, o "medidor de suspeita" aumentará muito mais rápido do que o normal.
Disfarces podem ser encontrados pelo cenário ou serem retirados dos corpos dos NPCs masculinos. Dependendo do disfarce, o jogador pode acessar áreas restritas à maioria das pessoas. Mas se um certo tipo de guardas estiverem empunhando espingardas, o jogador vestido como esses guardas, mas não equipado da mesma forma, atrairá muitas suspeitas. Além disso, certos comportamentos (como abrir fechaduras com a gazua abertamente) farão com que os guardas abram fogo no jogador também.

## Enredo
O assassino clonado Agente 47 contratado pela Agência Internacional de Contratos (ICA), retorna ao seu quarto em um hotel em Paris depois de ter sido baleado durante uma missão. Acreditando que ele morrerá, 47 entra em colapso e começa a refletir sobre seu passado. Inicialmente, ele se lembra de como havia escapado do asilo de seu criador, Dr. Ort-Meyer, depois de matá-lo e fugir das forças especiais que invadiam o local. Ainda no quarto ferido, 47 também se lembra de seus trabalhos anteriores que consistia em assassinar certos indivíduos solicitados por clientes, que eram informados a ele por sua responsável, Diana Burnwood; uns dos alvos desses antigos trabalhos eram alguns dos homens que estavam envolvidos em sua clonagem, orquestrada por Ort-Meyer, dois fetichistas que sequestraram um parente de um dos clientes e um comerciante em Kamchatka que vendia armas para terroristas.
Enquanto ele se lembra desses casos, um médico da ICA chega no quarto e realiza uma cirurgia de emergência nele. Ao mesmo tempo que isso acontece, oficiais aparecem e cercam o hotel para capturar 47, o médico da ICA por esse motivo se força a fugir sem curar a sua ferida, mas 47 se recupera e resolve sozinho. 47 então rapidamente se lembra de ter assassinado dois dos três alvos que havia sido enviado para eliminar (esse evento é mostrado em Hitman: Blood Money), todos envolvidos em uma operação de prostituição infantil na Europa Oriental. Ele também se lembra do terceiro alvo, um oficial corrupto chamado Inspetor Albert Fournier, que foi o responsável por sua lesão depois que foi avisado sobre sua presença e que naquele momento comandava os oficiais que tinha cercado o hotel em que estava.
Enquanto os oficiais se preparam para invadir seu quarto, 47 decide concluir seu contrato e foge do hotel. Ao chegar nas ruas, ele mata Fournier e escapa, indo até a um aeroporto. A bordo de um avião que está saindo do país, 47 se reúne com Diana, que confirma sua suspeita de que alguém soubesse do contrato e avisa que a ICA está sendo alvejada por um grupo. 47 concorda em lidar com o assunto e se apossar de um arquivo referente ao problema. O grupo em particular chama-se The Franchise, um inimigo da ICA que está tentando destruí-los e ganhar o controle dos governos de todo o mundo.

## Recepção
Hitman: Contracts foi elogiado pelos elementos aprimorados da jogabilidade, dos gráficos, trilha sonora e da atmosfera sombria; enquanto as críticas foram direcionadas à falta de mudanças significativas em relação ao jogo anterior.